# Levon Helm
Mark Levon Helm (Elaine, 26 maggio 1940 – New York, 19 aprile 2012) è stato un cantante, batterista, polistrumentista e attore statunitense Celebre per la militanza nello storico gruppo rock canadese The Band.

## Biografia
Il suo album di ritorno dopo una lunga assenza, Dirt Farmer (2007) vinse il Grammy Award for Best Traditional Folk Album nel febbraio del 2008, e nel novembre di quell'anno la rivista Rolling Stone lo inserì al 91º posto della lista dei 100 più grandi cantanti di tutti i tempi e al 22º posto della lista dei 100 più grandi batteristi. Electric Dirt, il suo album seguente, pubblicato nel 2009, vinse la prima edizione del Grammy Award for Best Americana Album, una nuova categoria di premi del Grammy Award. Nel 2011, il suo album Ramble at the Ryman fu nominato per il Grammy nella stessa categoria e risultò vincitore.

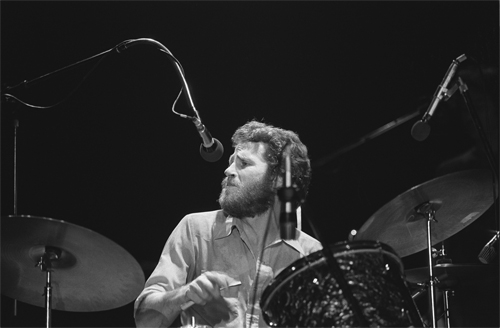
Levon Helm nel 1976

Il 17 aprile 2012 la moglie e la figlia di Levon Helm annunciano sul suo sito che lo stesso si trova ormai al termine della battaglia contro il cancro. Due giorni dopo Levon Helm muore all'età di 71 anni al "Memorial Sloan-Kettering Cancer Center" a New York.

## Discografia

### Con The Band
- 1968 - Music from Big Pink
- 1969 - The Band
- 1970 - Stage Fright
- 1971 - Cahoots
- 1973 - Moondog Matinee
- 1975 - Northern Lights - Southern Cross
- 1977 - Islands
- 1993 - Jericho
- 1996 - High on the Hog
- 1998 - Jubilation

### Solista
- 1977 - Levon Helm & the RCO All-Stars
- 1978 - Levon Helm
- 1980 - American Son
- 1982 - Levon Helm
- 2007 - Dirt Farmer
- 2009 - Electric Dirt
- 2011 - Ramble at the Ryman